# Pusztamérges
Pusztamérges est un village et une commune du comitat de Csongrád en Hongrie.

## Tourisme
En 1994, dans le village de a lieu le premier festival de chou farci appelé Töltöttkáposzta Fesztivál, coorganisé avec la ville de Praid. Dès 1998, ce festival sera renommé Festival International Sarmalelor (ou Festival International des Sarmale), et aura lieu chaque année à Praid en Roumanie.